# Incaspiza watkinsi
Tentilhão-inca-pequeno ou canário-andino-pequeno (Incaspiza watkinsi) é uma espécie de ave da família Emberizidae.
É endémica do Peru.
Os seus habitats naturais são: matagal árido tropical ou subtropical.
Está ameaçada por perda de habitat.